# Jean Bouyer
Pour les articles homonymes, voir Bouyer (homonymie).
Jean Georges Bouyer (12 janvier 1891 à La Rochelle- 16 janvier 1921 à Rouveroy) est un as de l'aviation française de la Première Guerre mondiale, au cours de laquelle il remporte onze victoires aériennes homologuées.

## Biographie
Bouyer s'engage dans l'armée, le 15 décembre 1911, au  114e régiment d'infanterie. Le jour de Noël 1914, il est transféré dans l'aviation en tant que bombardier dans un avion de bombardement et est affecté à la défense de Paris. Il y reste deux années avant de suivre une formation de pilote et de recevoir le brevet de pilote no 5957 le 25 mars 1917. Le 16 mai, il est envoyé à l'Escadrille N49 (le 'N' signifiant que les pilotes de cette escadrille volent avec des Nieuports). 
Il remporte sa première victoire aérienne le 25 juin 1917, en abattant un biplace de reconnaissance LVG. Quatre jours plus tard, il est promu au grade de sergent. Le 7 juillet, il est à nouveau victorieux. En août, il est hospitalisé. À son retour dans l'escadrille, il remporte trois nouvelles victoires en décembre, acquérant ainsi le titre d'as. 
Le 4 janvier 1918, il reçoit la Médaille militaire ; puis plus tard la croix de guerre avec huit palmes et une étoile d'argent. Le 19 février 1918, alors qu'il vole avec un SPAD, il remporte une sixième victoire à Pfetterhausen. Bouyer fait équipe avec l'adjudant Paul Hamot (en) entre mai et juillet 1918 et les deux hommes partagent quatre victoires, sur un Rumpler et trois Albatros. Le 27 juillet 1918, Bouyer est fait chevalier de la Légion d'honneur.
Le 19 septembre 1918, il est promu au grade de sous-lieutenant. Il remporte une dernière victoire le 21 octobre, qu'il partage avec Maurice Arnoux et Alexandre Bretillon. Il reçoit également la Distinguished Conduct Medal britannique.
Jean Georges Bouyer meurt accidentellement le 16 janvier 1921 aux commandes d'un Hanriot.